# Curryville (Géorgie)
Pour les articles homonymes, voir Curryville.
Curryville est une communauté non incorporée dans le comté de Gordon en Géorgie (États-Unis).
Elle était appelée anciennement « Little Row » d'après le nom d'une personnalité locale. Le nom actuel vient de David W. Curry, un pharmacien.